# Trevico
Trevico é uma comuna italiana da região da Campania, província de Avellino, com cerca de 1.284 habitantes. Estende-se por uma área de 10 km², tendo uma densidade populacional de 128 hab/km². Faz fronteira com Carife, Castel Baronia, San Nicola Baronia, San Sossio Baronia, Scampitella, Vallata, Vallesaccarda.

## Demografia
| Variação demográfica do município entre 1861 e 2011                               |
|                                                                                   |
| Fonte: Istituto Nazionale di Statistica (ISTAT) - Elaboração gráfica da Wikipedia |